# Denominació d'Origen Protegida Oli del Baix Ebre-Montsià

Logotip DOP Oli del Baix Ebre-Montsià

L'Oli amb Denominació d'Origen Protegida del Baix Ebre-Montsià és un oli d'oliva verge extra certificat amb una denominació d'origen protegida produït en municipis del Baix Ebre i del Montsià. Són olis límpids, transparents, sense vels ni terbolesa, d'un color que varia segons l'època de recol·lecció i de la situació geogràfica dins de la zona de producció des del groc-verdós al groc-daurat. Són olis molt agradables al paladar, molt gustosos i aromàtics, de sabor afruitat al principi de la campanya i lleugerament dolços quan avança aquesta. Presenten una acidesa màxima de 0,8º i un índex de peròxids màxim de 18.
Les varietats admeses dins la D.O.P. Oli del Baix Ebre-Montsià són: Morruda o Morrut, Sevillenca (ambdues originàries de la zona) i Farga.
Aquesta Denominació d'Origen Protegida està inscrita al Registre Comunitari REGLAMENT (CE) 112/2008 de la Comissió de 6 de febrer de 2008. El Consell Regulador garanteix que els productes emparats per la D.O.P. compleixen els requisits establerts en el reglament.
La presentació d'aquests olis han de ser en vasos no-metàl·lics, de capacitat no superior a 5 l i han de dur una etiqueta numerada expedida pel Consell Regulador. A l'etiqueta hi ha de figurar, a més de les mencions que són obligatòries en la legislació vigent, el nom Denominació d'Origen Protegida del Baix Ebre - Montsià, el logotip de la D.O.P. i el símbol comunitari.

## Varietats admeses
La varietat predominant amb Denominació d’Origen Protegida Oli del Baix Ebre-Montsià és la Morruda o Morrut, que ocupa aproximadament el 50% de la superfície de l'olivera de les dues comarques. Presenta un oli de fruitat verd intens. En boca dominen picant i amarg, amb una astringència lleugera que potencia la sensació vegetal. És un oli ric en aromes secundàries de tipus verd, amb predomini de fulles d’olivera, carxofa o tomatera. El conjunt resulta potent i intens, amb un postgust llarg de tipus verd.
La varietat Sevillenca representa entre un 30-35% de la superfície d’olivera que abasta la D.O.P. Oli del Baix Ebre-Montsià. És un oli de fruitat mig de tipus verd amb connotacions madures. En boca és clarament dolç, amb un picant i amarg d’intensitat mitjana o lleugera. Sense astringència, la qual cosa li confereix una clara sensació de suavitat. Aromes secundàries de tipus retronasal, en combinació de notes madures i verdes, en les quals se sol identificar l’herba tallada i les notes de poma i fruites madures. Amb una sensació final de boca de tipus ametllat, el conjunt resulta delicat i equilibrat.
La varietat Farga és la tercera varietat sota el certificat de Denominació d’Origen Protegida Oli del Baix Ebre-Montsià i ocupa entre un 10 i un 20% de la superfície d’olivera. Aquesta varietat presenta un oli de fruitat mig de tipus verd. En boca s'equilibren dolç i picant, amb un amarg més lleuger i una astringència reduïda, que no interfereixen en el perfil. Aromes secundàries d’herba tallada, fonoll, ametlla verda i matisos de fruites més madures com el plàtan. El conjunt resulta aromàtic, equilibrat i molt suau en boca, on només la punxa de picant recorda la seva riquesa en antioxidants naturals.

## Zona de producció
Els municipis que componen la zona de demarcació geogràfica de la D.O.P. Oli del Baix Ebre - Montsià són dins de la comarca del Baix Ebre: l'Aldea, Alcover, Alfara de Carles, l'Ametlla de Mar, Ampolla, Benifallet, Camarles, Deltebre, Paüls, el Perelló, Roquetes, Tivenys, Tortosa i Xerta; i a la comarca del Montsià: Alcanar, Amposta, Freginals, La Galera, Godall, Mas de Barberans, Masdenverge, Sant Carles de la Ràpita, Sant Jaume d'Enveja, Santa Bàrbara, La Sénia i Ulldecona.

## Història
La producció d'oli a les dues comarques es remunta a l'edat antiga, però va tenir una gran expansió durant els segles xviii i xix. Es va consolidar una important indústria mecanitzada que elaborava olis de qualitat a final del XIX. Principalment, s'articulava al voltant de Tortosa, que va esdevenir així un gran mercat d'olis fins als anys 1930. Ja que es va veure afectada per diverses causes negatives. Com ara la Guerra Civil i la postguerra, la competència d'altres greixos d'origen vegetal i per les fortes gelades de l'any 1956 que van destruir moltes oliveres de la zona. La producció es va tornar a revifar arran de l'entrada d'Espanya a la Unió Europea i els ajuts a la producció d'oli d'oliva que va permetre una renovació tecnològica i un increment de la quantitat i la qualitat de l'oli.
Històric de la producció d'oli amb D.O.P. Oli del Baix Ebre-Montsià:
| Any  | Producció (tn) |
| ---- | -------------- |
| 2008 | 154            |
| 2009 | 87             |
| 2010 | 92             |
| 2011 | 77             |
| 2012 | 104            |
| 2013 | 36             |